# Presidenti della Provincia di Reggio Calabria
Elenco dei presidenti dell'amministrazione provinciale di Reggio Calabria.

## Regno d'Italia (1861-1946)

### Presidenti del Consiglio provinciale (1861-1927)
- Domenico Spanò Bolani (1862-1864)
- Antonio Maria Furnari (1865-1866)
- Ettore Marzano (1866-1869)
- Tiberio De Blasio Di Palizzi (1869-1873)
- Francesco Muratori (1873-1874)
- Domenico Spanò Bolani (1874-1876)
- Francesco Medici (1876-1888)
- Fabrizio Plutino (1888-1889)
- Luigi De Blasio Di Palizzi (1889-1891)
- Vincenzo Grio (1891-1895)
- Giulio Scaglione (1896-1898)
- Domenico Tripepi (1898-1901)
- Michele Fimmanò (1901-1904)
- Francesco Carafa (1904-1907)
- Antonio Sarlo (1907-1910)
- Domenico Cavaliere (1910-1913)
- Raffaele Pelle (1913-1916 ?)

### Presidenti della Deputazione provinciale (1889-1927)
| Nº | Nº | Ritratto | Nome               | Mandato | Mandato | Partito |
| Nº | Nº | Ritratto | Nome               | Inizio  | Fine    | Partito |
| -- | -- | -------- | ------------------ | ------- | ------- | ------- |
|    |    |          | Francesco Medici   | 1889    | 1899    | ?       |
|    |    |          | Francesco Carlizzi | 1899    | 1905    | ?       |
|    |    |          | Antonio Sarlo      | 1905    | 1907    | ?       |
|    |    |          | Pasquale Reytani   | 1907    | 1916 ?  | ?       |

## Italia repubblicana (dal 1946)

### Presidenti della Deputazione provinciale (1943-1952)
| Nº | Nº | Ritratto | Nome                                         | Mandato           | Mandato           | Partito                     |
| Nº | Nº | Ritratto | Nome                                         | Inizio            | Fine              | Partito                     |
| -- | -- | -------- | -------------------------------------------- | ----------------- | ----------------- | --------------------------- |
|    |    |          | ?                                            | ?                 | ?                 | ?                           |
|    |    |          | Francesco Geraci (Commissario straordinario) | 30 agosto 1946    | ?                 | Partito Socialista Italiano |
|    |    |          | Luigi Calenda (Commissario straordinario)    | ?                 | 18 settembre 1948 | —                           |
|    |    |          | Ugo Tropea                                   | 18 settembre 1948 | 14 giugno 1952    | Democrazia Cristiana        |

### Presidenti della Provincia (dal 1952)

#### Eletti dal Consiglio provinciale (1952-1994)
| Nº | Nº | Ritratto | Nome               | Mandato          | Mandato          | Partito                       |
| Nº | Nº | Ritratto | Nome               | Inizio           | Fine             | Partito                       |
| -- | -- | -------- | ------------------ | ---------------- | ---------------- | ----------------------------- |
|    |    |          | Ugo Tropea         | 14 giugno 1952   | 1960             | Democrazia Cristiana          |
|    |    |          | ?                  | ?                | ?                | ?                             |
|    |    |          | Cosimo Iannopollo  | 11 maggio 1977   | 3 giugno 1981    | Partito Socialista Italiano   |
|    |    |          | Fortunato Licandro | 1981             | 1984             | Democrazia Cristiana          |
|    |    |          | Pantaleo Gullì     | 1984             | 1985             | Democrazia Cristiana          |
|    |    |          | Vincenzo Gallizzi  | 1985             | 17 agosto 1990   | Partito Socialista Italiano   |
|    |    |          | Michele Furfaro    | 17 agosto 1990   | 31 ottobre 1991  | Partito Socialista Italiano   |
|    |    |          | Francesco Libri    | 27 dicembre 1991 | 9 settembre 1992 | Partito Repubblicano Italiano |
|    |    |          | Mario Galletta     | 13 novembre 1992 | 11 ottobre 1993  | Democrazia Cristiana          |

#### Eletti direttamente dai cittadini (1994-2016)
| Nº | Ritratto | Ritratto | Nome                                      | Mandato          | Mandato          | Partito                                     | Elezione |
| Nº | Ritratto | Ritratto | Nome                                      | Inizio           | Fine             | Partito                                     | Elezione |
| -- | -------- | -------- | ----------------------------------------- | ---------------- | ---------------- | ------------------------------------------- | -------- |
|    |          |          | Umberto Pirilli                           | 2 luglio 1994    | 25 maggio 1998   | Alleanza Nazionale                          | 1994     |
|    |          |          | Cosimo Antonio Calabrò                    | 25 maggio 1998   | 28 maggio 2002   | Partito Popolare Italiano                   | 1998     |
|    |          |          | Pietro Fuda                               | 28 maggio 2002   | 30 novembre 2005 | Forza Italia                                | 2002     |
| –  |          |          | Oreste Iovino (Commissario straordinario) | 30 novembre 2005 | 7 giugno 2006    | —                                           | —        |
|    |          |          | Giuseppe Morabito                         | 7 giugno 2006    | 3 giugno 2011    | Democratici di Sinistra Partito Democratico | 2006     |
|    |          |          | Giuseppe Raffa                            | 3 giugno 2011    | 8 agosto 2016    | Il Popolo della Libertà                     | 2011     |